# الحدود الإيطالية الفرنسية
الحدود الإيطالية الفرنسية، والتي يبلغ طولها 515 كم (320 ميل)، تمتد من جبال الألب في الشمال، وهي المنطقة التي تمر فيها فوق مون بلان، نزولاً إلى ساحل البحر الأبيض المتوسط في الجنوب. توجد ثلاث حدائق وطنية على طول الحدود: منتزه فانواز الوطني ومنتزه ميركانتور الوطني على الجانب الفرنسي ومتنزه غران باراديسو الوطني على الجانب الإيطالي.

## الوصف
الحدود الإيطالية الفرنسية جبلية بشكل أساسي. يبلغ طولها 515 كيلومتر (320 ميل)،  في جنوب شرق فرنسا وشمال غرب إيطاليا. يبدأ خط الحدود عند النقطة الثلاثية الغربية لفرنسا وإيطاليا وسويسرا (45°55′23″N 07°02′40″E / 45.92306°N 7.04444°E) بالقرب من قمة مونت دولينت (3,820 م)، في بلدية شاموني الفرنسية (مقاطعة سافوا العليا)، ومدينة كورمايور الإيطالية (وادي أوستا) وبلدية أورسيير السويسرية (كانتون فاليز).

ثم تتبع الحدود اتجاهًا عامًا نحو الجنوب، إلى البحر الأبيض المتوسط، وتصل إلى البحر في منتون في فرنسا وفنتيميليا في إيطاليا. تفصل الحدود ثلاث مناطق (وادي أوستا، بيدمونت وليغوريا) وأربع مقاطعات من إيطاليا (أوستا، تورينو، كونيو وإمبيريا) عن منطقتين (أوفيرني-رون ألب وألب كوت دازور) وخمسة أقاليم فرنسية (سافوا العليا، سافوا، الألب العليا، ألب البروفنس العليا، الألب البحرية).

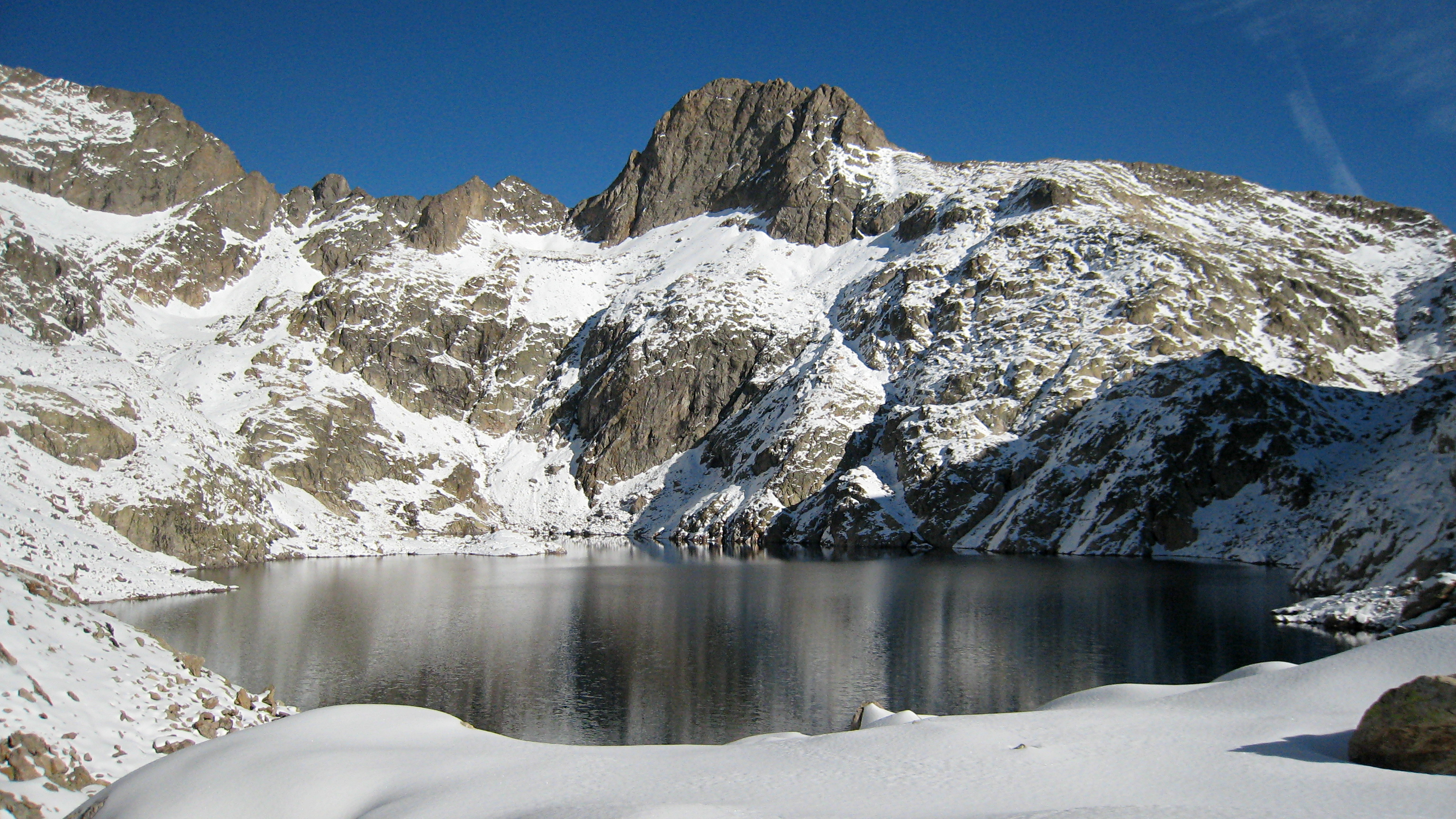
قمة ماليدي
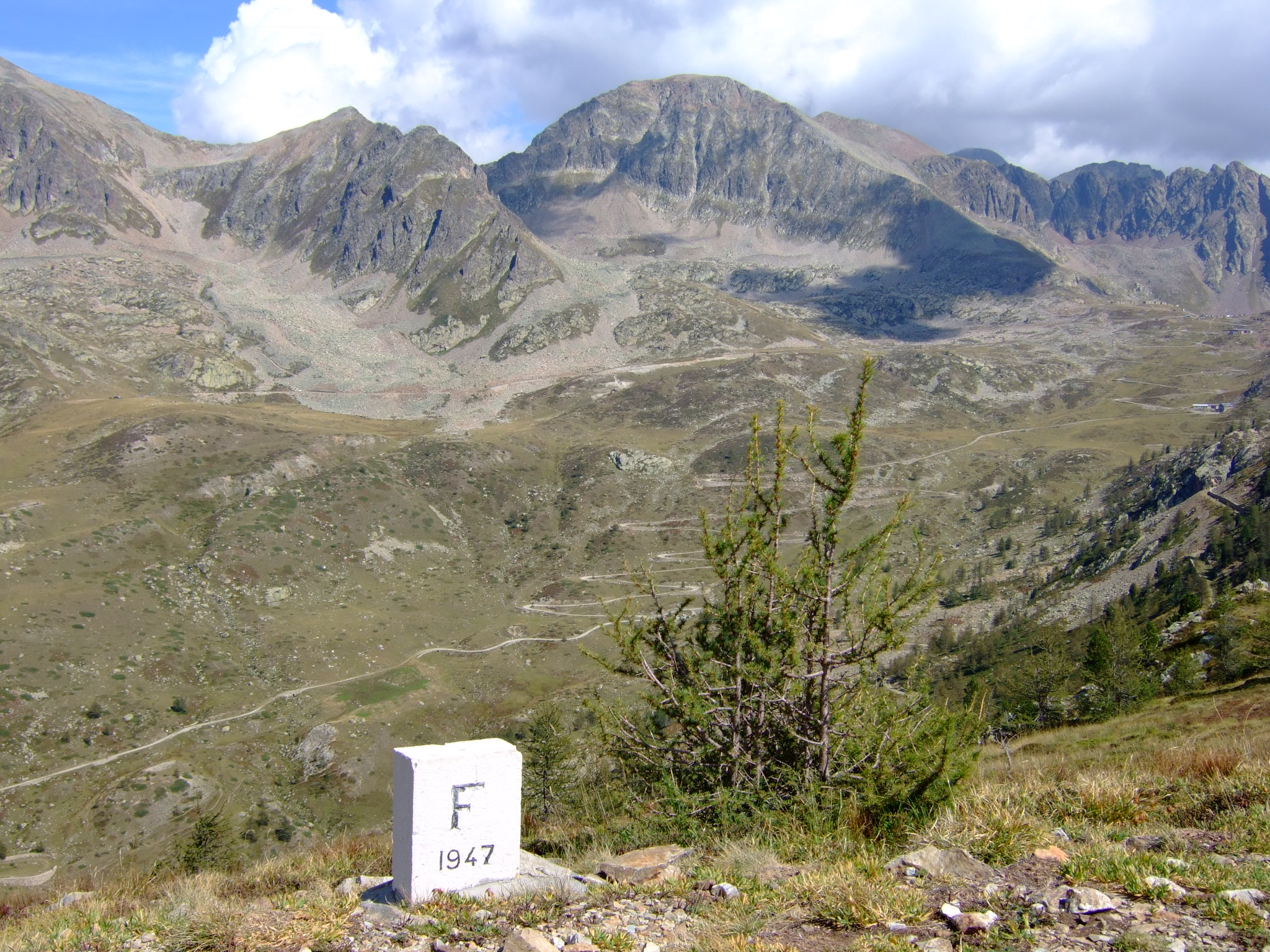
علامة على الجانب الفرنسي من الحدود في الألب البحرية
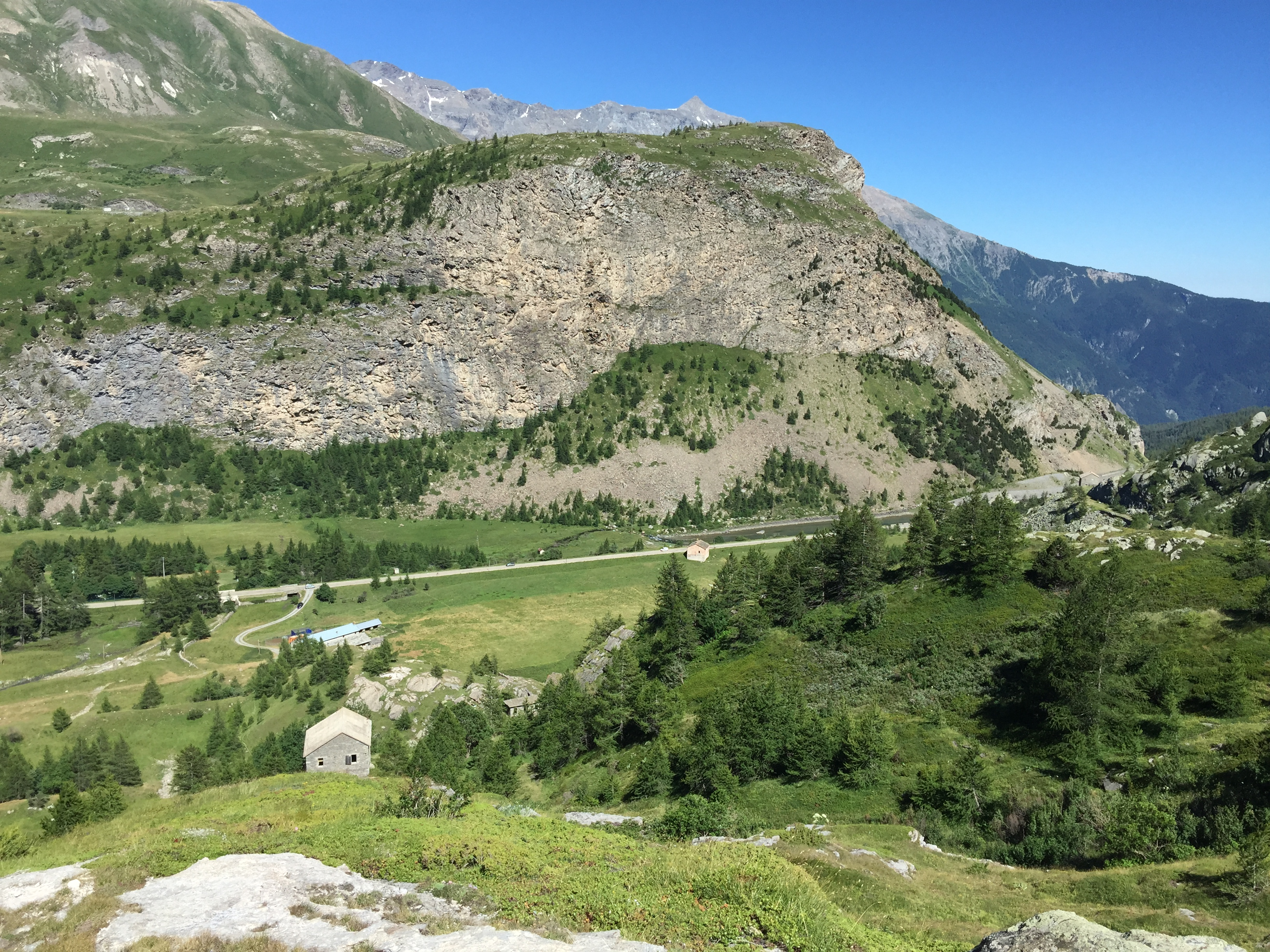
بعد معاهدة باريس، حددت نهاية هضبة سانت نيكولا الآن الحدود أسفل ممر مونت سينيس.
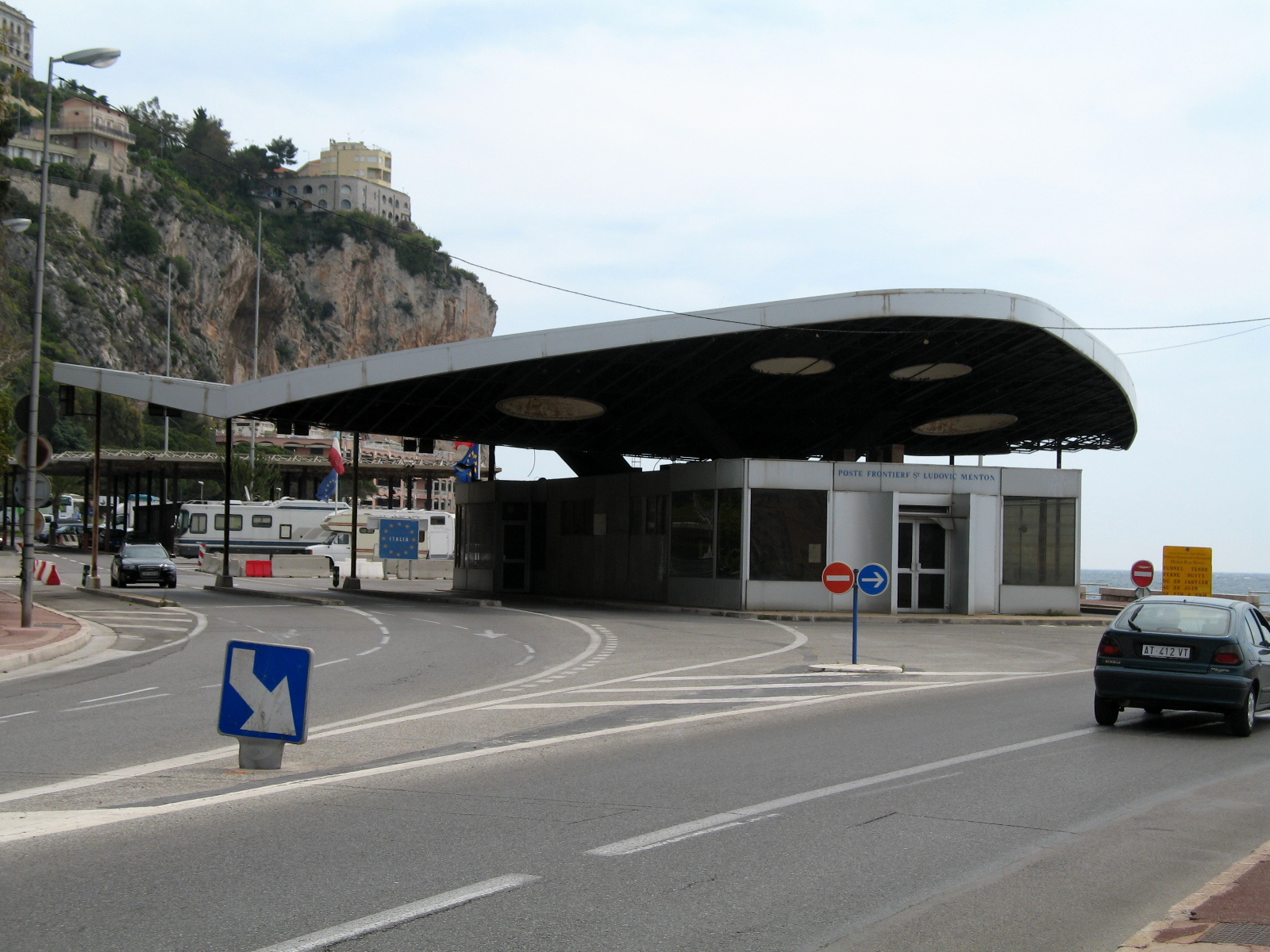
نقطة عبور بونت سانت لودوفيتش / بونتي سان لودوفيكو الحدودية بين منتون بفرنسا وفنتيميليا بإيطاليا

## المعابر
نقاط تقاطع الطرق المعبدة بين البلدين من الشمال إلى الجنوب تشمل:
- نفق مونت بلانك
- ليتل سانت برنارد باس
- هضبة القديس نيكولا أسفل ممر مونت سينيس
- نفق طريق فريجوس
- بيان ديل كولي (بالقرب من كول دي لإيشيل)
- كول دي مونجينيفر (بالقرب من كلافيير)
- كول اجنيل
- مادالينا باس
- كول دي لا لومباردي
- نفق تيندي
- فانغيتو، إحدى قريتين في بلدية أوليفيتا سان ميشيل
- أوليفيتا سان ميشيل
- منتون (فرنسا) وفنتيميليا (إيطاليا)

في عام 1999، اندلع حريق كبير في نفق مونت بلانك بعد اصطدام شاحنة بمركبات أخرى. بذل أفراد الطوارئ من كلا جانبي الحدود قصارى جهدهم للتدخل لكن 39 شخصًا لقوا مصرعهم. أُغلق النفق لما يقارب ثلاث سنوات في أعقاب الحريق.

## التاريخ

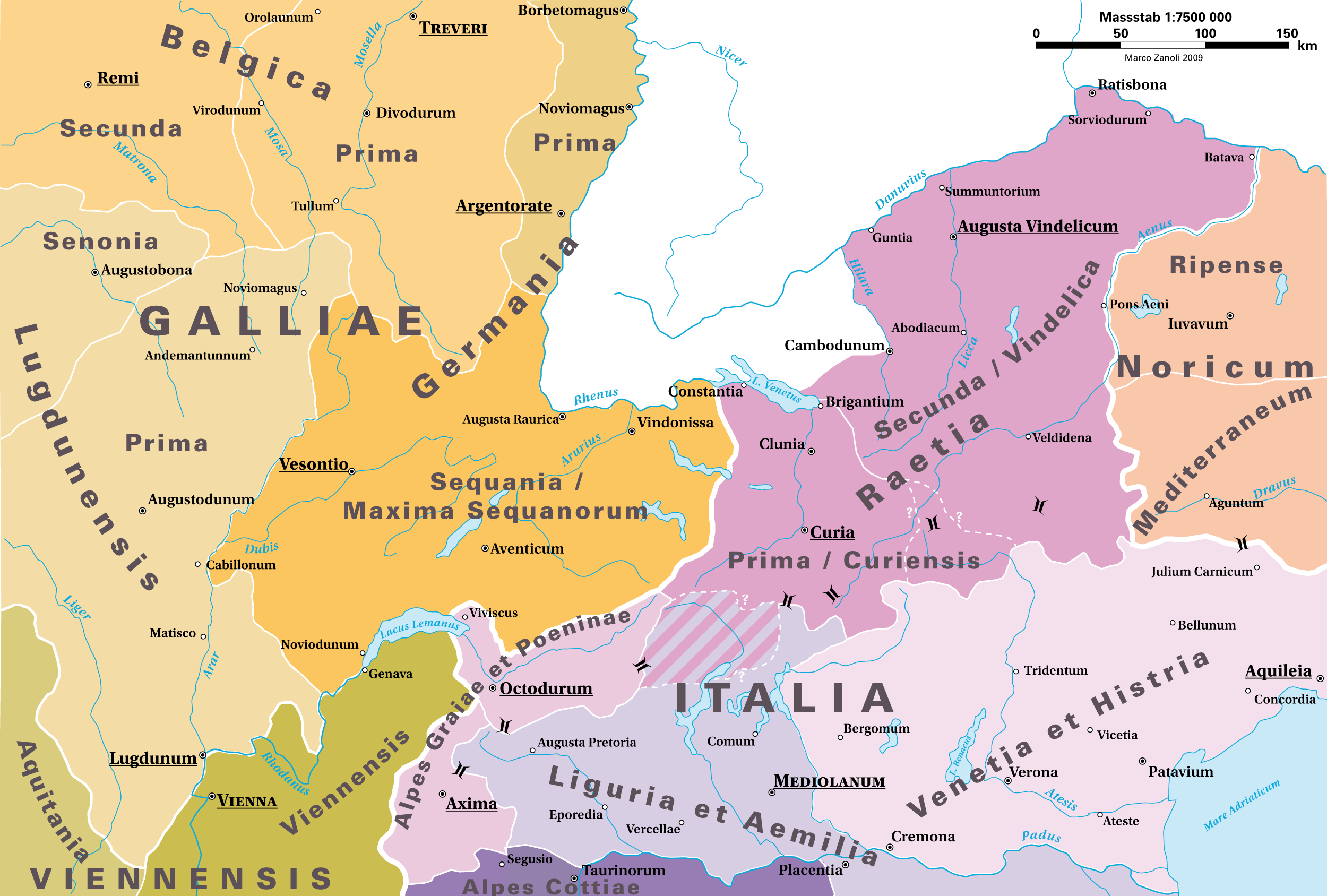
تقسيم جبال الألب الغربية بين مقاطعات بلاد الغال وإيطاليا في الإمبراطورية الرومانية.
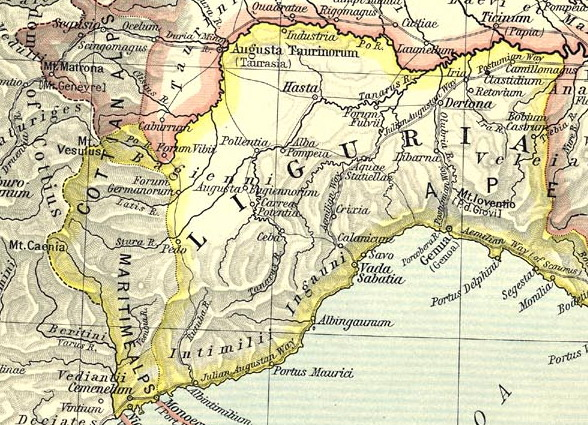
حدود نهر فار بين بلاد الغال وإيطاليا في الإمبراطورية الرومانية.
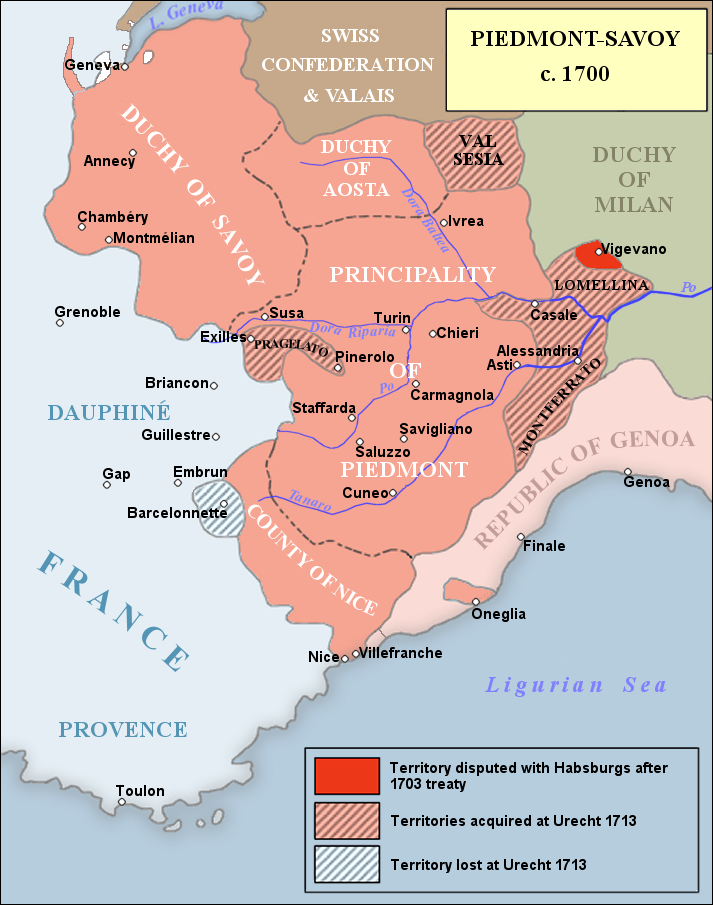
الحدود بين فرنسا والدول الإيطالية عام 1700.
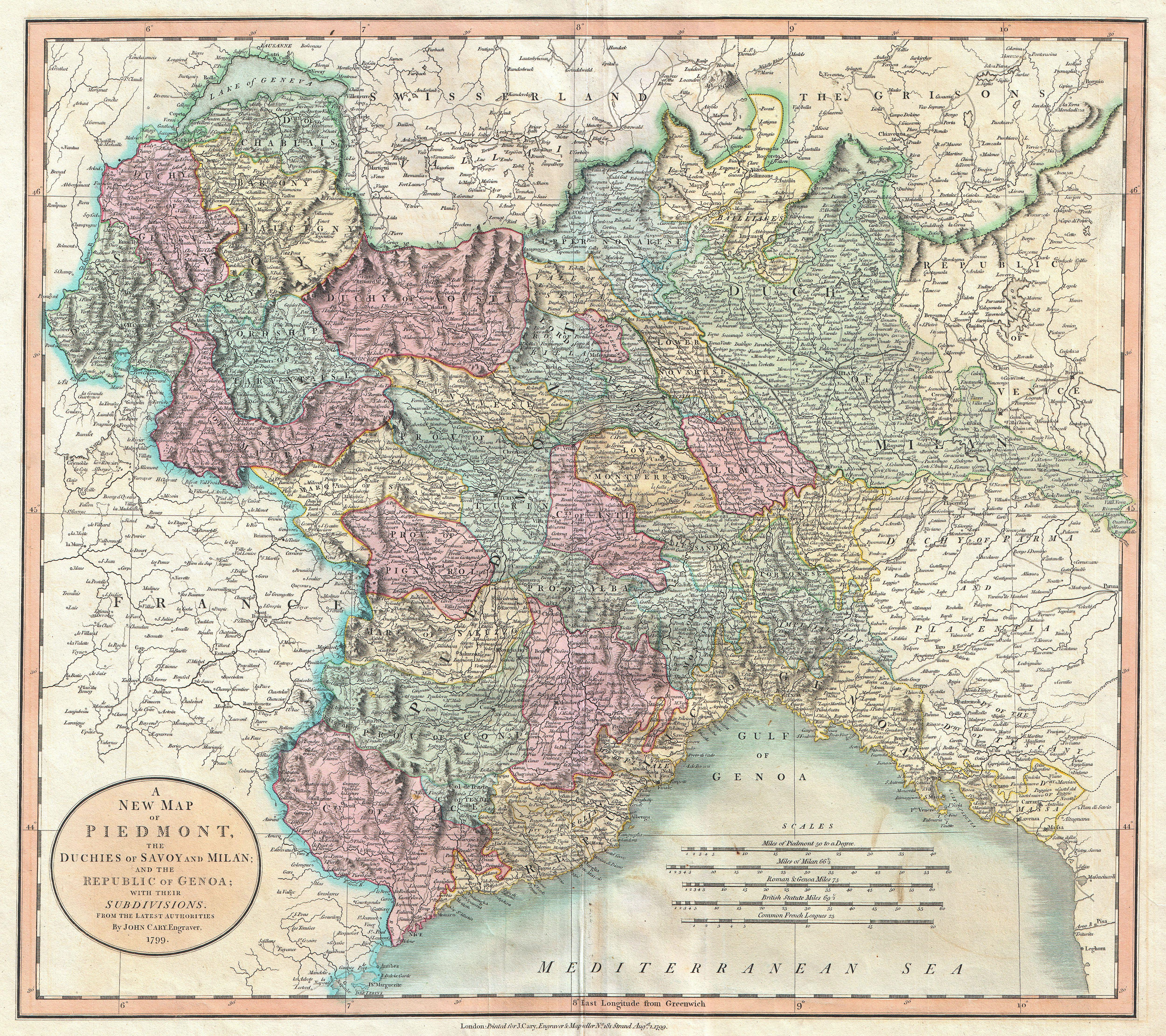
خريطة إنجليزية تمثل مناطق شمال غرب إيطاليا (مملكة سردينيا، دوقية ميلان، جمهورية جنوة) والحدود مع فرنسا في القرن الثامن عشر.
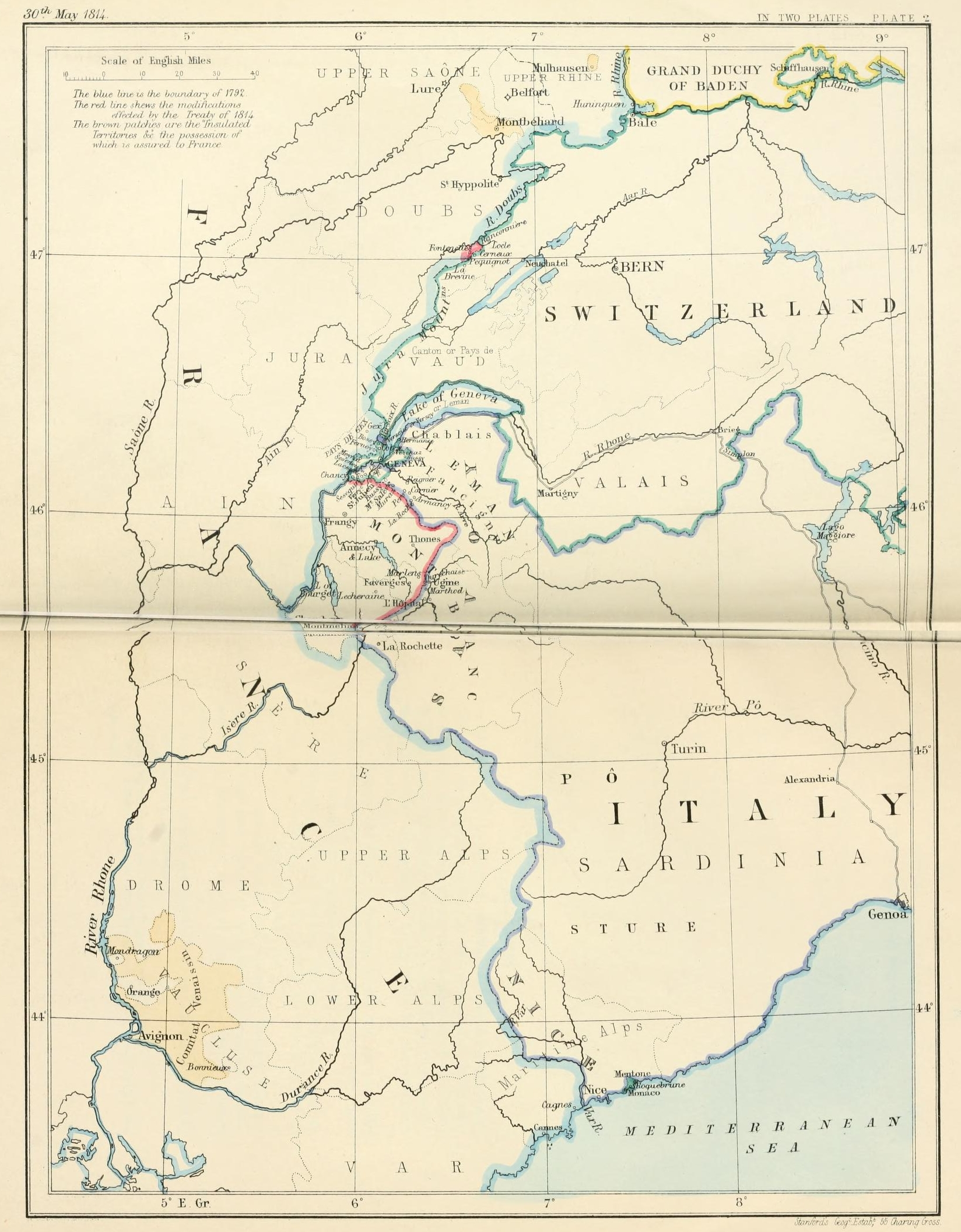
الحدود سنة 1814 بموجب معاهدة باريس.
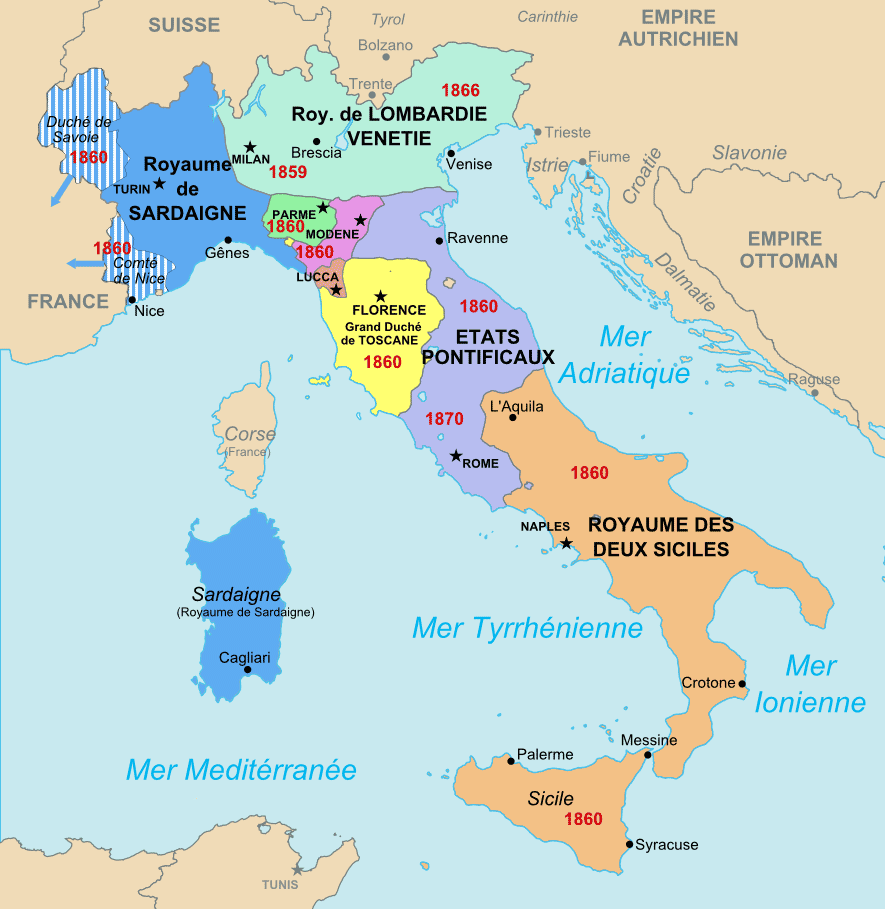
تغير الحدود مع مملكة سردينيا حيث ضمت فرنسا نيس وسافوا سنة 1860.
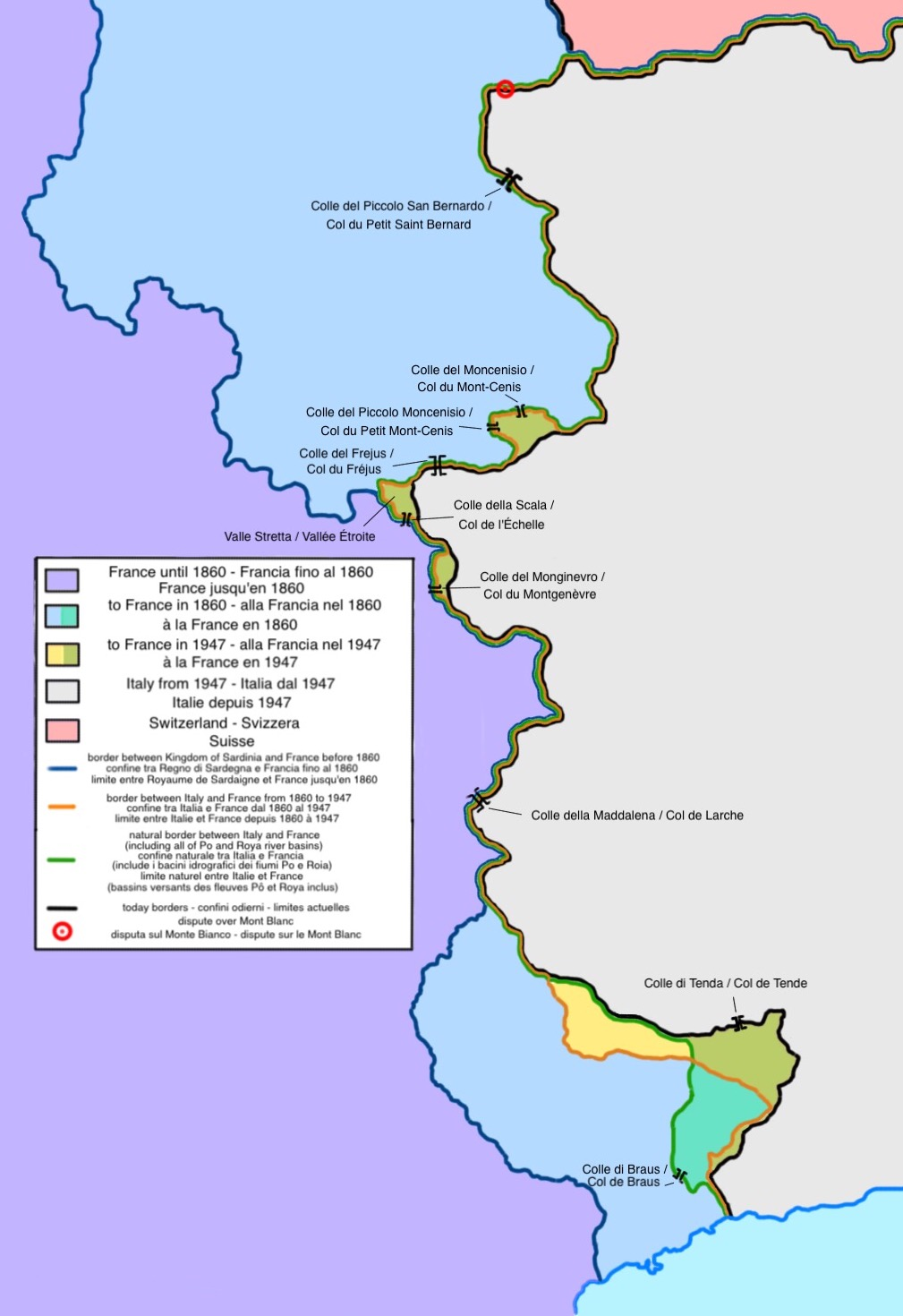
تغير الحدود بين سنتي 1859 و1947.

يرجع أصل الحدود بين البلدين إلى تلك التي كانت تفصل بين مملكة سردينيا وفرنسا خلال القرن التاسع عشر. في عام 1860، ضمت معاهدة تورينو سافوا ومقاطعة نيس إلى فرنسا. وضُبطت الحدود بين الإمبراطورية الفرنسية ومملكة سردينيا في العام التالي.
في ختام معركة فرنسا في الحرب العالمية الثانية، طالبت إيطاليا بالأراضي الفرنسية بموجب شروط هدنة 24 يونيو 1940 (الهدنة الفرنسية الإيطالية الموقعة في فيلا إنسيسا بالقرب من روما) والتي تم تمديدها من 11 نوفمبر 1942. احتل الألمان المنطقة الإيطالية منذ عام 1943، وتم تحرير الإقليم أخيرًا من قبل فرنسا عام 1944. ثم تم تغيير الحدود من قبل معاهدة باريس في عام 1947، عندما حصلت فرنسا على تيند، لا بريجو، مونت تشابيرتون وبحيرة مونت سينيس.
في القرن الحادي والعشرين، هناك مشكلة مستمرة يتعين حلها تتعلق بترسيم الحدود في الجزء العلوي من مون بلان.